# Comuna Satu Mare, Harghita
Satu Mare (în maghiară Máréfalva) este o comună în județul Harghita, Transilvania, România, formată numai din satul de reședință cu același nume.

## Demografie
Componența etnică a comunei Satu Mare
     Maghiari (96,59%)
     Alte etnii (0,15%)
     Necunoscută (3,26%)
Componența confesională a comunei Satu Mare
     Romano-catolici (93,43%)
     Reformați (1,5%)
     Unitarieni (1%)
     Alte religii (0,65%)
     Necunoscută (3,41%)
Conform recensământului efectuat în 2021, populația comunei Satu Mare se ridică la 1.995 de locuitori, la fel ca la recensământul anterior din 2011. Majoritatea locuitorilor sunt maghiari (96,59%), iar pentru 3,26% nu se cunoaște apartenența etnică. Din punct de vedere confesional, majoritatea locuitorilor sunt romano-catolici (93,43%), cu minorități de reformați (1,5%) și unitarieni (1%), iar pentru 3,41% nu se cunoaște apartenența confesională.

## Politică și administrație
Comuna Satu Mare este administrată de un primar și un consiliu local compus din 11 consilieri. Primarul, Imre Kovács[*], de la Uniunea Democrată Maghiară din România, este în funcție din 2016. Începând cu alegerile locale din 2024, consiliul local are următoarea componență pe partide politice:
|  | Partid                                 | Consilieri | Componența Consiliului | Componența Consiliului | Componența Consiliului | Componența Consiliului | Componența Consiliului | Componența Consiliului | Componența Consiliului | Componența Consiliului | Componența Consiliului | Componența Consiliului | Componența Consiliului |
|  | -------------------------------------- | ---------- | ---------------------- | ---------------------- | ---------------------- | ---------------------- | ---------------------- | ---------------------- | ---------------------- | ---------------------- | ---------------------- | ---------------------- | ---------------------- |
|  | Uniunea Democrată Maghiară din România | 11         |                        |                        |                        |                        |                        |                        |                        |                        |                        |                        |                        |